# Насър Хамид Абу Заид
Насър Хамид Абу Заид е професор по ислямски науки и е един от най-популярните либерални и прогресивни теолози на исляма. В своите изследвания той тълкува Корана посредством хуманитарната херменевтика.

## Биография
Роден е в Кфахан близо до Танта, Египет на 7 октомври 1943 г. На 12 години лежи в затвора за проявена симпатия към движението Мюсюлмански братя. След като се дипломира в областта на електрониката, работи за Дружеството по телекомуникации в Кайро. Едновременно с това започва да учи в Каирския университет, където получава степен бакалавър (1972) по арабски език, магистър (1977) и доктор по ислямски науки (1981) с научен труд върху интерпретациите на Корана. От 1982 е асистент, през 1987 г. става доцент в катедра „Литература и арабски език“ в същия университет.
През 1994 заради своите разбирания и мнения за Корана е обвинен в апостасия от мюсюлманската хисба (административен съд), която поради неговото вероотстъпничество настоява за разтрогване на брака му с мюсюлманката Ибтихал Юнис (доктор по френска литература в същия университет). След присъдата организацията „Егихетски ислямски джихад“, която убива президента на Египет Ануар Садат, заявява, че професорът трябва да бъде убит заради отстъпване от ислямската вяра. През 1995 г. семейната двойка отлита за Мадрид и заминава за Нидерландия, където малко по-късно е назначен като преподавател в Лайденски университет.
Абу Заид преподава „Хуманизъм и ислям на Ибн Рушди“ в Утрехтския университет, както и на студенти-магистранти и докторанти в Лайденския университет. Участва в проект за изследване на еврейската и ислямската херменевтика и в работна група по ислям и съвременност в Института за академични изследвания в Берлин (Wissenschaftskolleg Zu Берлин). През 2005 г. е удостоен с наградата „Ибн Ружди“ за свобода на мисълта в Берлин.

## За хуманитарна херменевтика на Корана
От началото на академичната си кариера Абу Заид разработва нов поглед върху Корана и мюсюлманските свещени текстове въз основа на тълкуване на текста, представен в контекста на предисторията му, неговия език и култура.
Той сочи като погрешно разглеждането на Корана като обикновен текст от ерудитите в областта на мюсюлманската религия, което води до спорове и вражди, основани на цитати за оборване на мнението на противника. Цитирането извън контекст на ясни пасажи от едни ерудити и на по-неясни от други, които привидно си противоречат, довежда до интелектуални и политически манипулация на Корана. Такова противоречие е довело консервативни, прогресивни и либерални учени-ислямоведи до авторитарност на херменевтиката.
Погрешно е според Абу Заид да се разглежда Коранът само като писан текст, защото той е замислен като обръщение и устна реч. Той призовава за обновен прочит на свещените текстове чрез подхода на хуманитарната херменевтика и интерпретирането на Корана като жива реч, разглеждана в нейния контекст. Така Коранът може да бъде разглеждан като „плод на диалог, дебатиране, отхвърляне, несъгласие или съгласие“. По-свободната интерпретация би могла да доведе до нови перспективи в исляма и да позволи промяната на мюсюлманските общества.
Той посочва, че в Корана съществуват призиви към социална справедливост и за подобряване на положението и правата на жената в ислямското общество. Коранът е писан по време на патриархална епоха и е естествено да се обръща предимно към мъжете, за да защити правата на жената в такова общество, смята Абу Заид, и днес съществуват реални условия и е възможно жените-мюсюлманки да получат равни права с мъжете.
Абу Заид се застъпва за съвременна мюсюлманска мисъл, която да разглежда критично съвременните и класическите текстове на исляма, като се използва теологията, философията, правото, политологията и хуманитарни науки. Целта на неговите изследвания е с помощта на херменевтиката да се изгради мост между традициите в исляма и съвременната мисъл за свобода на словото, равенство (правата на малцинствата, правата на жените и социална справедливост) на човешките права, демокрацията и глобализацията.
1. ↑  Internet Archive.   с. 77.
2. ↑  books.google.fr //   с. 11.